# Обер-офицер

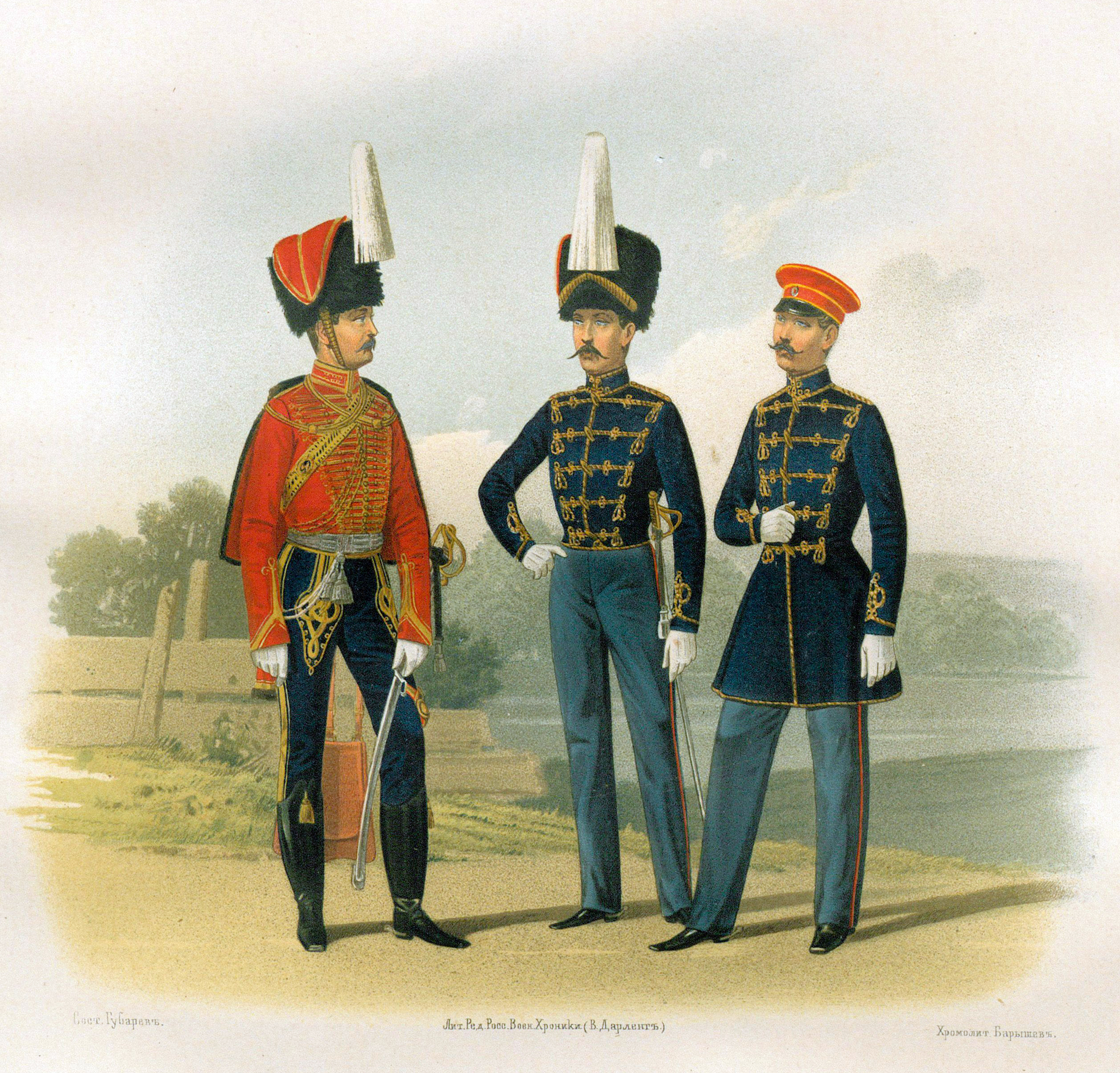
Обер-офицеры лейб-гвардии Гусарского Его Величества полка (1845—1855) в повседневной форме, в венгерке и в дежурной форме.

О́бер-офице́ры (от нем. Oberoffizierе; англ. company officers) — наименование категории младших офицерских чинов в Русских гвардии, армии, во флоте и так далее, до 1917 года, соответствовавших 8-м — 14-м классам Табели о рангах. 
На конец XIX столетия в России, Обер-офицер, от прапорщика до майора (от 14 до 8 класса), между штаб-офицером и унтер-офицером, офицер ниже майорского чина, коллежского асессора или 8-го класса. Обер-офицеры представляли командный состав роты, эскадрона, батареи, сотни и так далее. Немецкое название (буквально «старшие офицеры») идёт из XVII века.
К обер-офицерам, как к низшей группе офицерских чинов, полагалось обращение: «Ваше благородие». Внешнее отличие обер-офицеров — эполеты без кистей и погоны с одной продольной полоской (просветом).

## Перечень
К обер-офицерам (Обер-офицерским чинам) относились в гвардии, армии, флоте и так далее ВС России (годы):
- XIV (14-й) класс — Фендрик, в пехоте (1722—1730), Прапорщик[5], в пехоте (1730—1884), Корнет[8], в кавалерии (1731—1884), Хорунжий[9], у казаков (1798—1884), Констапель[10] (до 1764), Мичман (1732—1796);
- XIII (13-й) класс — Подпоручик, в пехоте (1730—1884), Прапорщик, в пехоте (с 1884, только в военное время), Штык-юнкер, в артиллерии (1722—1796), Секунд-поручик в артиллерии (1722—1796), Констапель (1764—1830);
- XII (12-й) класс — Поручик (1730—1884), Подпоручик в пехоте (с 1884), Корнет в кавалерии (с 1884), Прапорщик гвардии (1730—1884), Сотник, у казаков (до 1884), Хорунжий, у казаков (с 1884), Унтер-лейтенант (1722—1732), Мичман (1796—1884);
- XI (11-й) класс — Корабельный секретарь (до 1764);
- X (10-й) класс — Капитан-поручик, в пехоте (1730—1797), Штабс-капитан[11], в пехоте (1797—1884), Секунд-ротмистр, в кавалерии (до 1797), Штабс-ротмистр[11], в кавалерии (1797—1884), Цейхвартер в артиллерии (до 1884), Поручик (с 1884), Подпоручик гвардии (с 1730), Подъесаул, у казаков (до 1884), Сотник, у казаков (с 1884), Лейтенант (1722—1764), Мичман (с 1884);
- IX (9-й) класс — Капитан[1], в пехоте (1722—1884), Штабс-капитан, в пехоте (с 1884), Поручик гвардии (с 1730), Ротмистр[1], в кавалерии (1798—1884), Штабс-ротмистр, в кавалерии (с 1884), Есаул, у казаков (1798—1884), Подъесаул, у казаков (с 1884), Галерный мастер (до 1826), Капитан-поручик (до 1764), Лейтенант (1764—1906, с 1912), Старший лейтенант (1907—1911);
- VIII (8-й) класс — Капитан, в пехоте (с 1884—1917), Ротмистр, в кавалерии (с 1884—1917), Штабс-капитан гвардии[11] (с 1798), Есаул, у казаков (с 1884), Капитан-поручик (1764—1798), Капитан-лейтенант (1798—1884, 1907—1911), Старший лейтенант (с 1912).

Обыкновенно низшие обер-офицерские чины подпоручика и поручика сопряжены с занятием должностей младших офицеров, а старшие чины — с занятием должностей ротных, эскадронных и сотенных командиров, старших должностей полкового штаба и так далее.
| младшая группа: Унтер-офицеры | Обер-офицеры | старшая группа: Штаб-офицеры |

## Прекращение существования
На территории Петроградского военного округа прекратили существование с 3 (16) декабря 1917 года на основании приказа по округу.
В армейских частях на остальной территории Российской республики, подконтрольной Совнаркому, прекратили существование с 17 (30) декабря 1917 года — даты вступления в силу принятого Совнаркомом «Декрета об уравнении всех военнослужащих в правах».
Во флоте прекратили существование с 12 (25) января 1918 года — даты вступления в силу «Декрета о демократизации флота», подписанного наркомом по морским делам П. Е. Дыбенко и управляющим Морским министерством М. В. Ивановым.
На территориях, подконтрольных белому и казачьим правительствам, применялись до октября 1922 года.

## Германия
На начало XX столетия, в Германской империи, к Обер-офицерским чинам (нем. Oberoffizierе относились:
- 1-я группа: подпоручик (Leutnant), поручик (Ober-Leutnant);
- 2-я группа: капитан или ротмистр (Hauptmann o. Rittmeister) 1-го и 2-го класса[3].